# Mariakerk (Landau in der Pfalz)
De Mariakerk (Duits: Stadtpfarrkirche St. Maria) is de rooms-katholieke stadsparochiekerk in de binnenstad van Landau in der Pfalz in de Duitse deelstaat Rijnland-Palts. Wegens de afmetingen van het neoromaanse gebouw heeft de kerk de bijnaam "Dom van Landau".

## Geschiedenis
In 1907 besloot de katholieke kerkenraad van Landau een kerk te bouwen in het nieuwe stadsdeel Landau-Zuid omdat de Augustijnerkerk in de Königsstraße te klein werd. De eerste steen voor de Mariakerk, die naar een ontwerp van Josef Cades werd gebouwd, werd in 1908 gelegd. Rond 1910 was de ruwe bouw, met uitzondering van de beide torens, zo goed als af. De plechtige wijding vond in 1911 door de toenmalige bisschop van Speyer en latere aartsbisschop van München en Freising Michael von Faulhaber plaats.
De Mariakerk is na de Dom van Speyer en de kloosterkerk van Otterberg samen met de Herdenkingskerk van Speyer de op twee na grootste kerk in de Pfalz. De lengte van de kerk bedraagt 73 meter, de breedte 40 meter en de hoogte van de beide torens 60 meter. Het interieur van de kerk is een mengeling van laat-romaans en vroeg-gotisch.
In de Tweede Wereldoorlog werd de sacristie van de kerk door bombardementen verwoest en later in moderne stijl herbouwd. Bezienswaardig in de kerk is met name een 3,5 meter hoog houten beeld van Maria met Kind. Vanaf de noordelijke zijingang aan de Marienring kan men de kerk betreden.

## Afbeeldingen

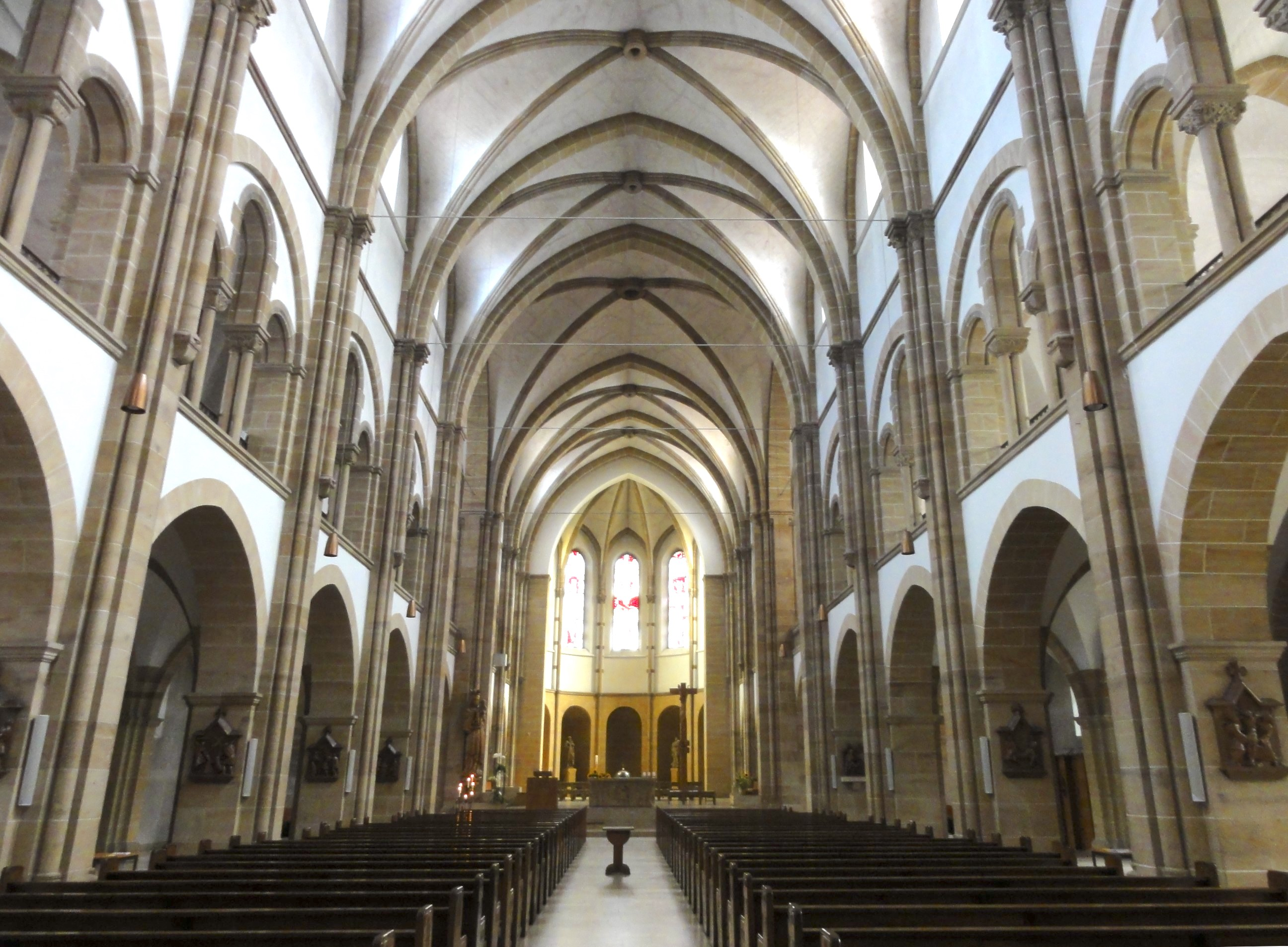
Interieur richting koor
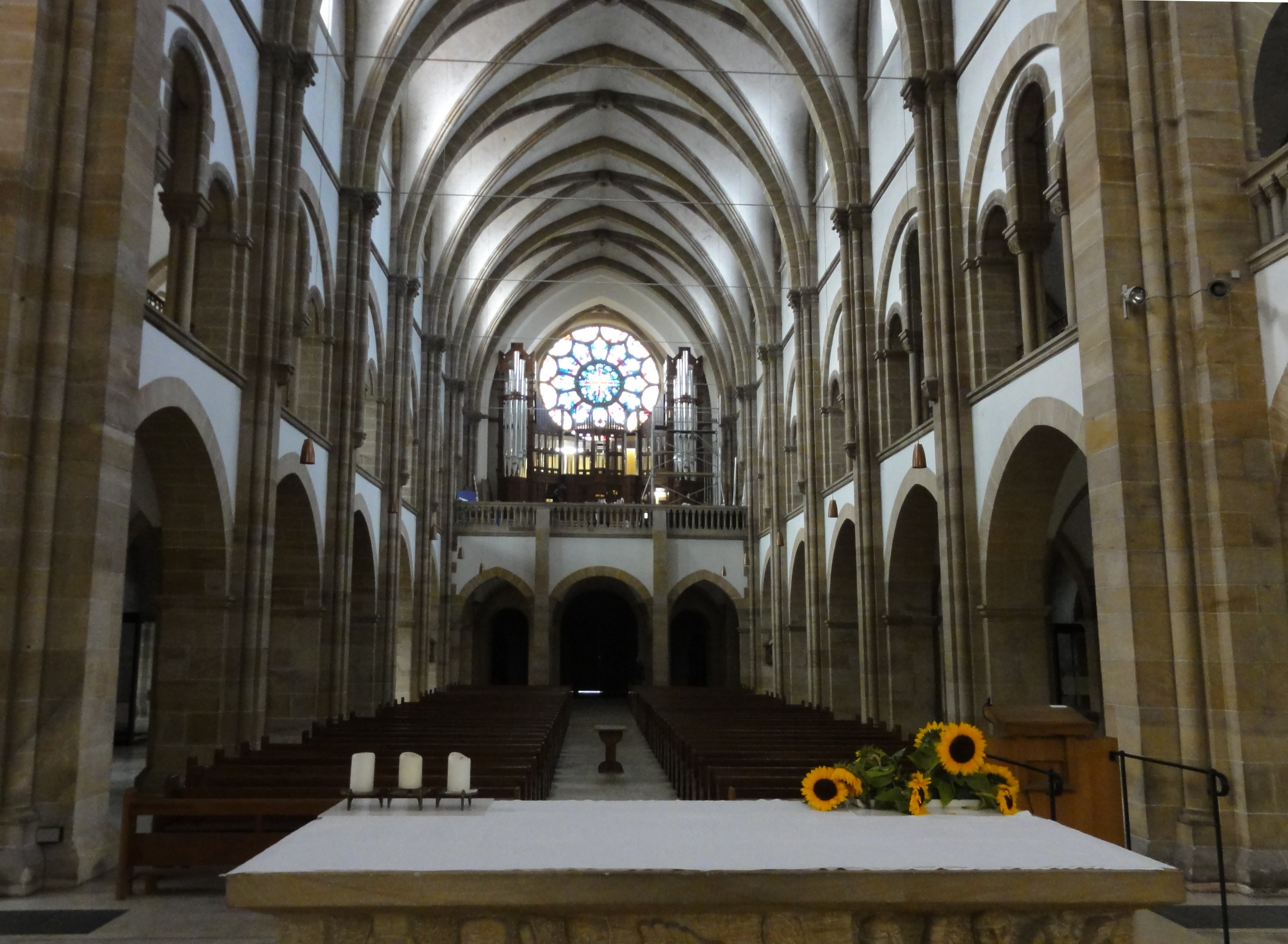
Interieur richting kerkschip en orgelgalerij
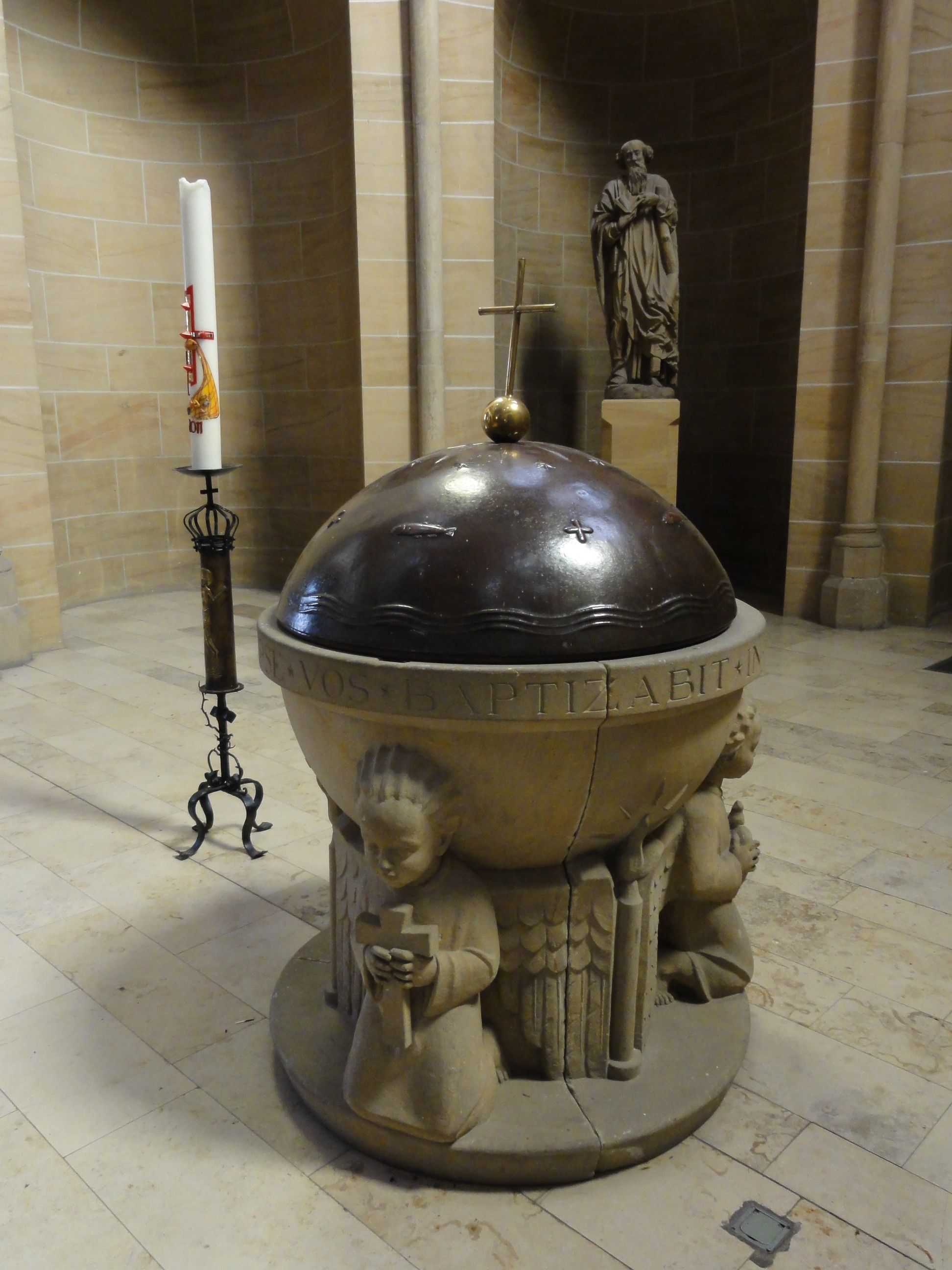
Doopvont
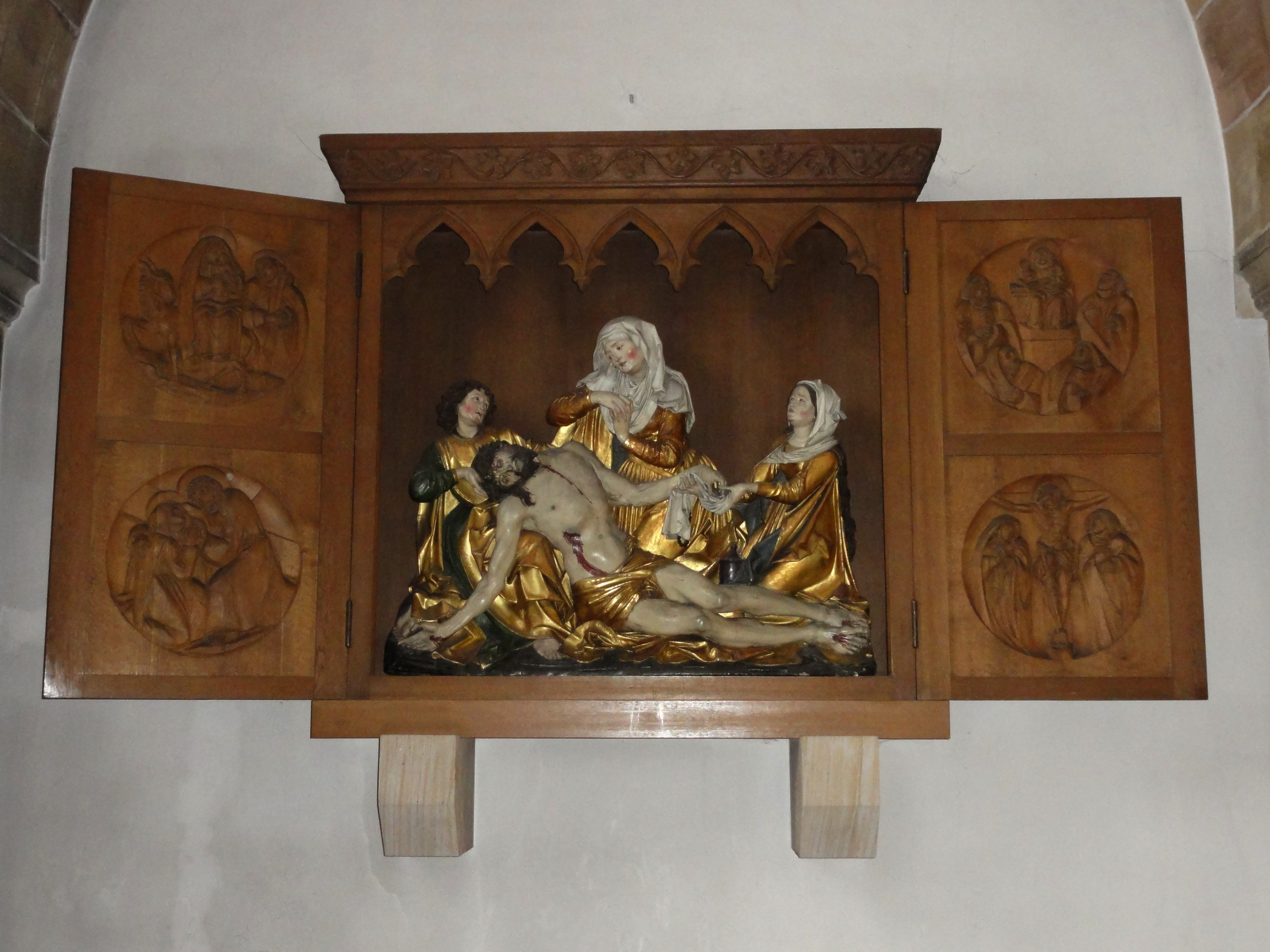
Retabel
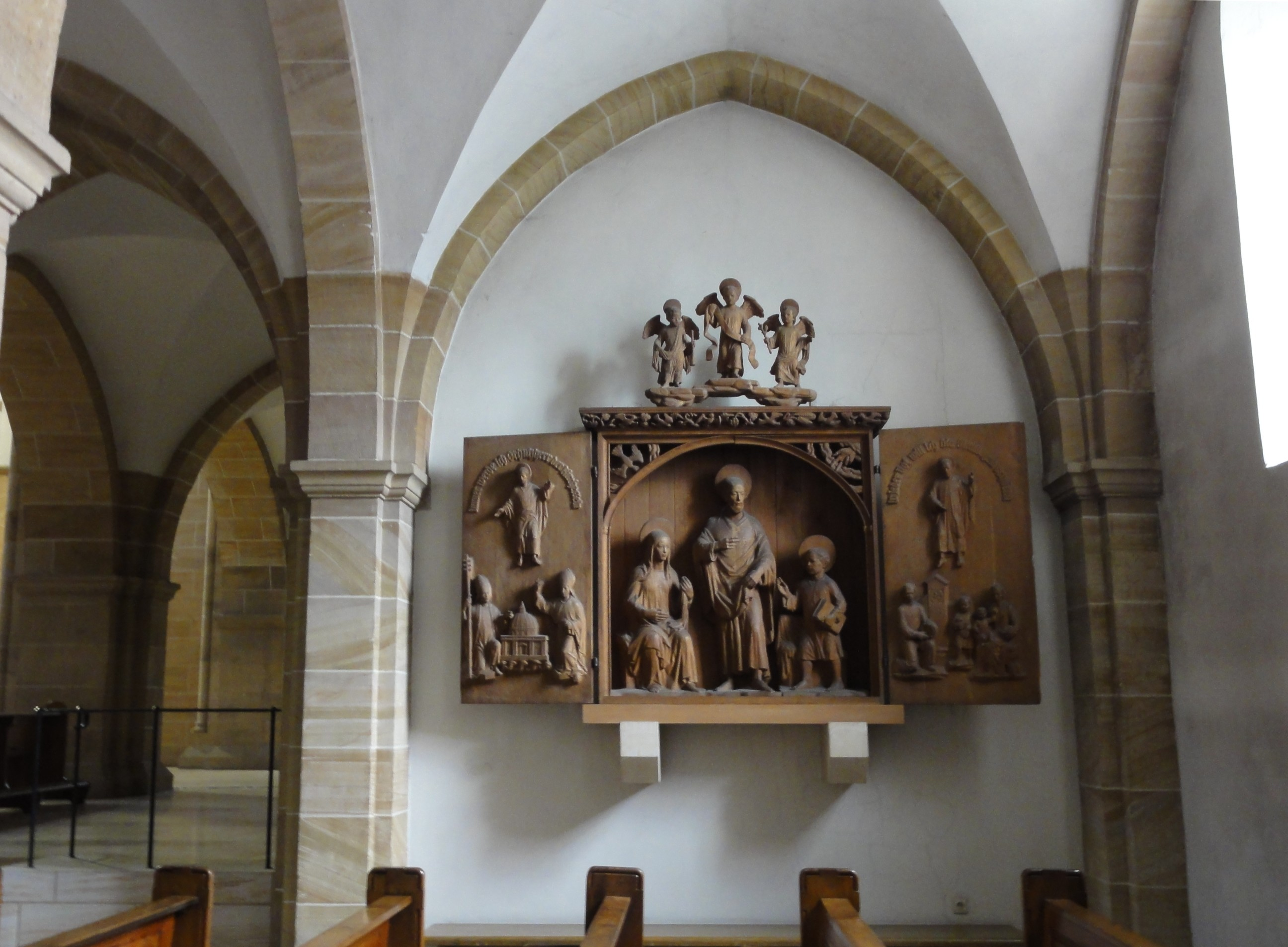
Retabel
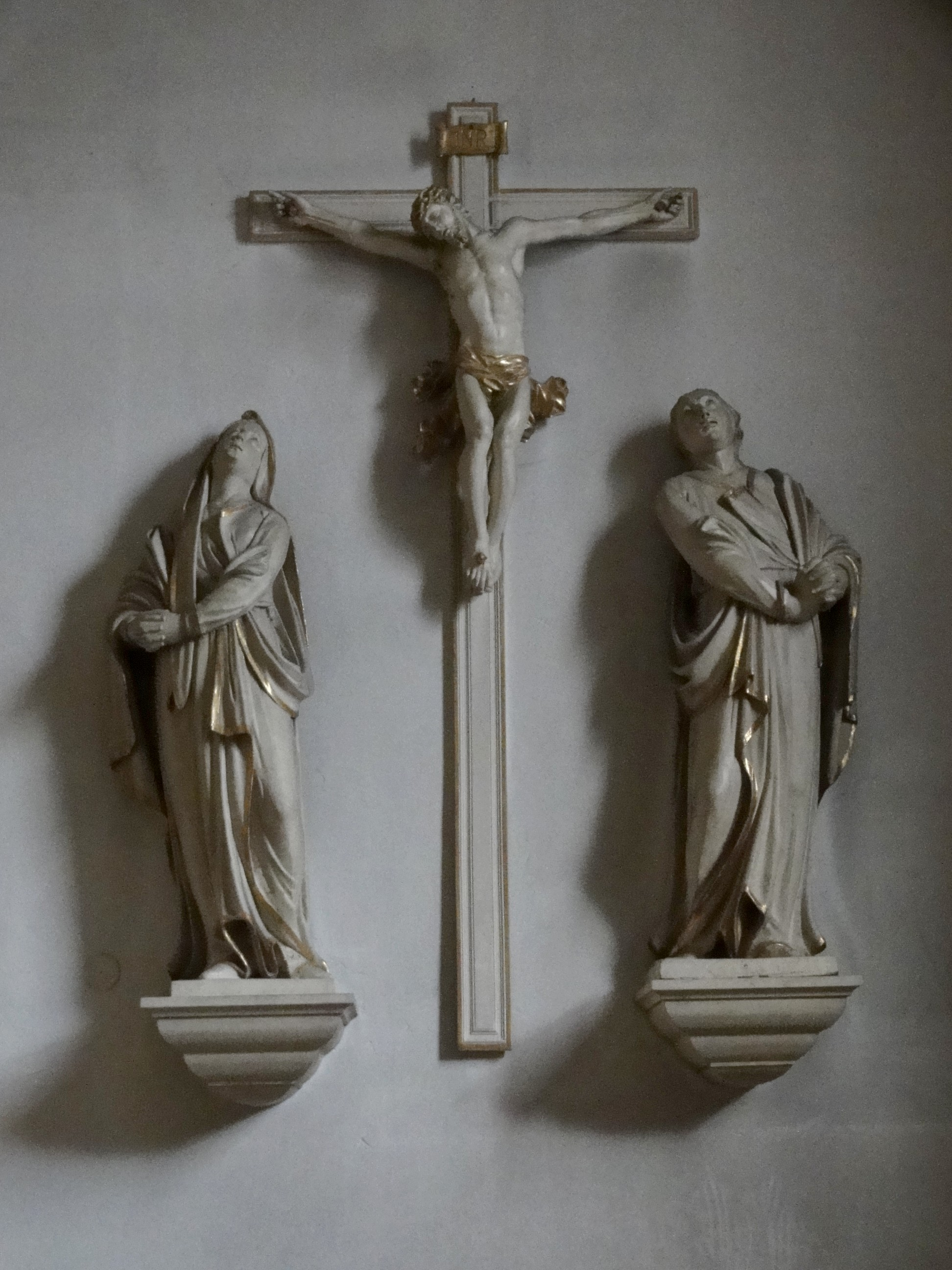
Kruisigingsgroep